# Комиссаровский сельский совет (Пятихатский район)
Комиссаровский сельский совет (укр. Комісарівська сільська рада) — входит в состав
Пятихатского района
Днепропетровской области
Украины.
Административный центр сельского совета находится в 
с. Комиссаровка.

## Населённые пункты совета
- с. Комиссаровка